# Merika Enne
Merika Enne (Tampere, 24 giugno 1992) è un'ex snowboarder finlandese.

## Palmarès

### Mondiali
- 1 medaglia:
  - 1 argento (slopestyle a Kreischberg 2015)

### Mondiali juniores
- 1 medaglia:
  - 1 argento (slopestyle a Chiesa in Valmalenco 2011)

### Coppa del Mondo
- Miglior piazzamento nella Coppa del Mondo generale di freestyle: 25ª nel 2012
- Miglior piazzamento nella Coppa del Mondo di halfpipe: 20ª nel 2012
- Miglior piazzamento nella Coppa del Mondo di slopestyle: 23ª nel 2013